# 天蠍座T

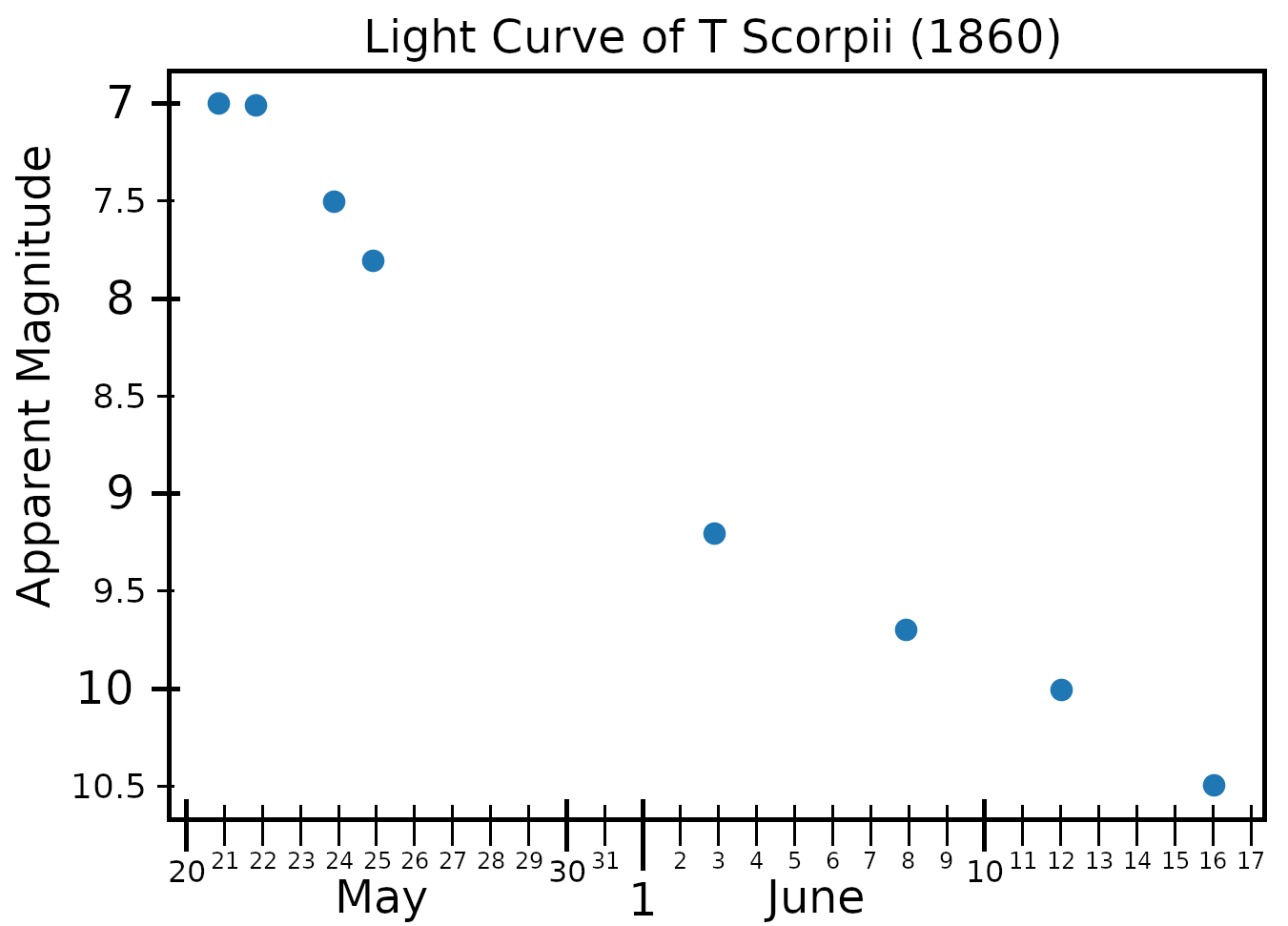
由阿杜爾·奧威爾斯量測繪製的天蠍座T光變曲線。

天蠍座T，或1860年天蠍座新星，是在球狀星團M80的一顆新星。它於1860年5月21日由阿杜爾·奧威爾斯（Arthur von Auwers）]]在柯尼斯堡天文臺發現，諾曼·羅伯特·普森也於5月28日在哈特韋爾天文臺獨立發現。發現時的星等為7.5級，最高時達到6.8級，而使整個星團黯然失色。
天蠍座T是第一顆在任何類型的星團中觀測到的新星。截至2019年，它仍然是已知的唯一一顆確定發生在球狀星團中的經典新星。天蠍座T在26天內亮度衰減超過3等，這意味著它是一顆「快新星」。奧威爾斯報告說，自1859年初以來，他一直在頻繁地觀察M80，在他第一次看到這顆新星的3天前，也就是1860年5月18日，他觀察M80時還看不到這顆新星。這顆新星位於距離M80中心不到3弧秒的位置。天文學家認識到了這個天體的重要性，在它被發現後的至少七年裏，他們密切關注M80的外觀，但19世紀的觀測者再也沒有看到過這顆恒星。
在1995年，沙律（Shara）和德里森（Drissen）宣佈他們已經使用哈伯太空望遠鏡的圖像識別出了這顆寧靜的新星，然而，在2010年，Dieball等人根據紫外線和 X射線的觀測結果，確定了另一顆恆星為寧靜新星。後續的出版品支持Dieball等人的標識。

## 外部連結
- . SIMBAD. 斯特拉斯堡天文資料中心.